# Coleopora lagena
Coleopora lagena är en mossdjursart som beskrevs av Lu 1991. Coleopora lagena ingår i släktet Coleopora och familjen Teuchoporidae. Inga underarter finns listade i Catalogue of Life.